# Rakht
Rakht è un film indiano del 2004 diretto e scritto da Mahesh Manjrekar. Il film è stato distribuito dalla Popcorn Motion Pictures e proiettato il 3 settembre 2004.
Protagonista della pellicola è Bipasha Basu nel ruolo di una cartomante dotata di poteri psichici che può vedere realmente il futuro delle persone. Nel film recitano anche Sanjay Dutt, Suniel Shetty, Dino Morea, Neha Dhupia e Amrita Arora in ruoli principali, e Abhishek Bachchan in un ruolo cameo.